# Calgary
Calgary er en by i den sydlige del af provinsen Alberta i Canada med 1.306.784 (2021) indbyggere.
Byen ligger ca. 80 km fra Rocky Mountains og besøges af mange skiløbere på vejen til Banff, som er en af de store skisportsbyer.
Erhvervslivet i byen er i høj grad baseret på udvinding af råolie og naturgas. Artumas Group, der har hovedsæde i byen, er noteret på Oslo Børs, og arbejder med olieeftersøgning i Tanzania og Mozambique.
Som en del af byens cowboykultur fejres der "Calgary Stampede" hvert år i to uger med rodeo. Endvidere var byen vært for vinter-OL 1988.
Om vinteren (november-februar) er gennemsnitstemperaturen på -6,4° C. Om sommeren (juni-august) er gennemsnittet på 15,2° C. Den årlige nedbør er 418,8 mm, hvoraf 326,4 mm falder som regn og 92,4 mm som sne.
Nord for byen ligger der Calgary International Airport, der også modtager skiløbere og turister til Rocky Mountains.